# عبد العزيز شريف
عبد العزيز عبد الله شريف (مواليد 9 فبراير 1993) هو لاعب كرة قدم قطري يجيد اللعب كمدافع=.
لعب سابقاً في أندية الوكرة و لخويا و الأهلي و الشحانية و مسيمير و البدع.